# Đước đôi
Đước hay còn gọi đước đôi (danh pháp hai phần: Rhizophora apiculata) là loài thực vật thuộc họ Đước. Loài này phân bố ở Australia (Queensland và Northern Territory), Guam, Ấn Độ, Indonesia, Malaysia, Micronesia, Nouvelle-Calédonie, Papua New Guinea, Philippines, Singapore, quần đảo Solomon, Sri Lanka, Đài Loan, Maldives, Thái Lan, Vanuatu và Việt Nam.

## Cây lai
Cây đước có thể lai với cây đâng (Rhizophora stylosa), tạo thành cây lai Rhizophora x lamarckii,, được các nhà khoa học Philippines phát hiện vào tháng 4 năm 2008 tại Masinloc, Zambales. Tại đảo Panay thuộc Tây Visayas phát hiện được một cây duy nhất, còn tại Masinloc phát hiện thấy 12 cây, chúng có đường kính thân trung bình là 5,5 centimet và cao 6 mét.